# Regula lui Bergmann

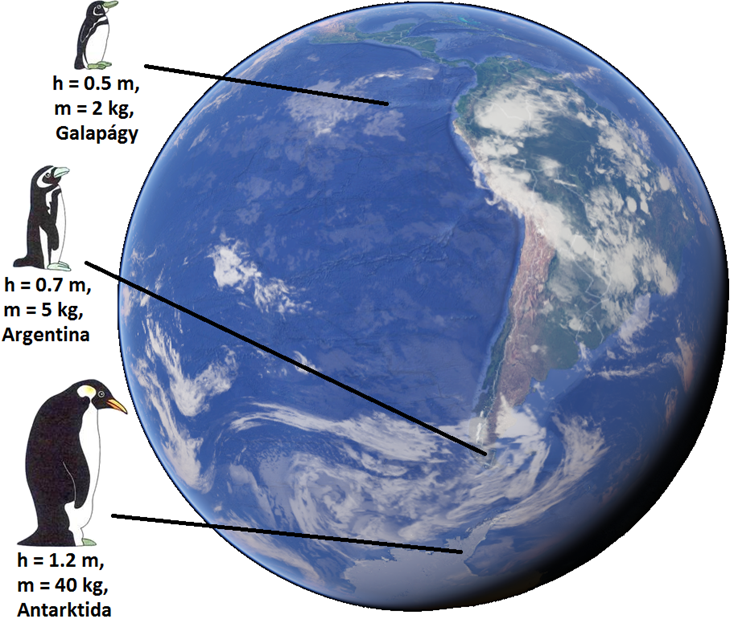
Regula lui Bergmann - Pinguinii de pe Pământ (masa m, înălțimea h)

Regula lui Bergmann este o regulă ecogeografică care afirmă că, în cadrul unei clade taxonomice larg răspândite, populațiile și speciile de dimensiuni mai mari trăiesc în regiuni mai reci, în timp ce populațiile și speciile de dimensiuni mai mici se găsesc în regiunile mai calde. Regula prevede că atât înălțimea, cât și volumul corpului sunt mai mari în regiunile mai reci. Regula lui Bergmann descrie doar dimensiunile totale ale animalelor, dar nu include proporțiile corpului așa cum o face regula lui Allen.
Deși formulată inițial cu privire la speciile dintr-un gen, a fost adesea reformulată cu privire la populațiile dintr-o specie. De asemenea, este adesea legată de latitudine. Este posibil ca regula să se aplice și unor plante, cum ar fi Rapicactus.
Regula este numită după biologul german din secolul al XIX-lea Carl Bergmann, care a descris această legitate în 1847, deși nu a fost primul care a observat-o. Regula lui Bergmann se aplică cel mai adesea mamiferelor și păsărilor endoterme, dar unii cercetători au găsit dovezi ale acesteia în studiile asupra speciilor ectoterme, cum ar fi furnica Leptothorax acervorum. În timp ce regula lui Bergmann pare să fie valabilă pentru multe mamifere și păsări, există excepții.
Animalele mai mari tind să se conformeze mai îndeaproape regulii lui Bergmann decât animalele mai mici, cel puțin până la o anumită latitudine. Acest lucru reflectă probabil o capacitate redusă de a evita mediile stresante, de exemplu, prin săpare de vizuini. Pe lângă faptul că este o legitate generală în cadru spațial, regula lui Bergmann a fost observată la populații în cadru temporal, istoric și evolutiv, atunci când acestea sunt expuse la regimuri termice variinde. În special, s-a observat piticizarea temporară, reversibilă a mamiferelor în timpul a două creșteri de temperatură de durată relativ mică în timpul paleogenului: maximul termic din paleocen-eocen și maximul termic din eocen 2.

## Exemple

Regula lui Bergmann este un principiu ecologic care afirmă că masa corporală crește odată cu răcirea climei. Datele care ilustrează o astfel de relație sunt prezentate pentru elan în Suedia.

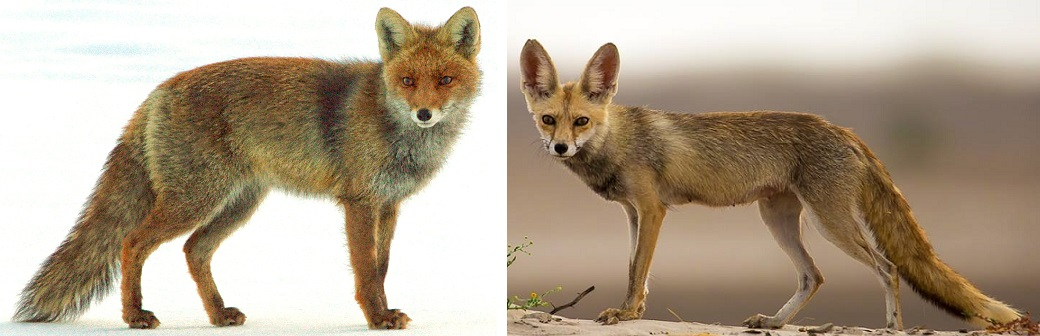
Regula lui Bergmann ilustrată de vulpi din populațiile nordice și sudice.

### Oameni
Populațiile umane din apropierea polilor, inclusiv inuiții, aleuții și sami, sunt în medie mai grele decât populațiile de la latitudini medii, în concordanță cu regula lui Bergmann. De asemenea, tind să aibă membre mai scurte și trunchiuri mai late, în concordanță cu regula lui Allen. Potrivit lui Marshall T. Newman în 1953, populațiile de nativi americani concordă în general cu regula lui Bergmann, deși combinația de climă rece și dimensiuni corporale mici ale inuiților estici, ale națiunii canoe, ale poporului yuki, ale nativilor din Anzi și ale Lillooet de la Harrison Lake este contrară regulii lui Bergmann. Newman susține că regula lui Bergmann este valabilă pentru populațiile din Eurasia, dar nu este valabilă pentru cele din Africa subsahariană.
Populațiile umane prezintă, de asemenea, o scădere a staturii odată cu creșterea temperaturii medii anuale. Regula lui Bergmann este valabilă pentru africanii cu fenotipul pigmeu și pentru alte popoare pigmei. Aceste populații prezintă o statură mai mică și corpuri mai mici datorită unei adaptări la medii mai calde și mai umede. Când umiditatea mediului este ridicată, răcirea evaporativă (transpirația) este un mod mai puțin eficient de a disipa căldura corporală, dar un raport mai mare suprafață-volum oferă un ușor avantaj prin pierderea pasivă convectivă de căldură.

### Păsări
Un studiu din 2019 privind modificările morfologiei păsărilor migratoare a folosit corpurile păsărilor care s-au ciocnit cu clădiri la Chicago din 1978 până în 2016. Lungimea oaselor inferioare ale picioarelor (un indicator al mărimii corpului) s-a scurtat în medie cu 2,4%, iar aripile s-au lungit cu 1,3%. Un studiu similar din 2021 a folosit măsurători a 77 de specii de păsări nemigratoare capturate vii pentru inelare în pădurea amazoniană. Între 1979 și 2019 toate speciile studiate au devenit mai mici, în medie, cu până la 2% pe deceniu. Schimbările morfologice sunt considerate drept urmare a încălzirii globale și pot fi un exemplu de schimbare evolutivă după regula lui Bergmann.